# Internet Explorer 9
Windows Internet Explorer 9 (viết tắt IE9) là phiên bản hiện tại của trình duyệt web Internet Explorer của hãng Microsoft. Nó được phát hành chính thức vào ngày 14 tháng 3 năm 2011. Internet Explorer 9 hỗ trợ một vài đặc điểm CSS 3, hỗ trợ nhúng ICC v2 hoặc hỗ trợ cấu hình màu v4 thông qua Windows Color System, đồng thời đã cải thiện hiệu năng JavaScript. Nó cũng có tính năng tăng tốc quá trình kết xuất đồ họa bằng cách sử dụng Direct2D, tăng tốc kết xuất văn bản nhờ sử dụng DirectWrite, tăng tốc kết xuất video thông qua Media Foundation, hỗ trợ hình ảnh được cung cấp bởi Windows Imaging Component, và khả năng in ấn độ trung thực cao hỗ trợ bởi định dạng văn bản XPS.
IE9 cũng hỗ trợ thành phần HTML5 video, đánh dấu audio và định dạng font cho các trang web (Web Open Font Format). Microsoft đã phát hành IE9 như là một phiên bản riêng (out-of-band) mà nó không gắn liền với lịch sử phát hành của các phiên bản hệ điều hành Windows đặc biệt như trước đây.
Hệ điều hành yêu cầu của IE9 là Windows 7, Windows Server 2008 R2, Windows Vista Service Pack 2 hay Windows Server 2008 SP2 với phiên bản update. IE9 không hoạt động trên Windows XP được. IE9 cũng được xây dựng cho cả hai nền tảng 32-bit và 64-bit.